# Natalia Snîtina
Natalia Snîtina (n. 13 februarie 1971, Zlatoust, RSFS Rusă, URSS) este o biatlonistă ce a reprezentat Uniunea Republicilor Sovietice Socialiste, medaliată olimpică. A participat la o ediție a Jocurilor Olimpice (1994) în care a câștigat o medalie de aur.

## Participări
Lista de mai jos prezintă principalele competiții la care a participat Natalia Snîtina de-a lungul carierei.
- biathlon at the 1994 Winter Olympics – women's relay[*]